# Љуска (плод)
Љуска (лат. siliqua) је тип сувог пуцајућег плода који се јавља код породице крсташица (Brassicaceae). Као и љушчица, настаје из једнооког плодника кога чине два оплодна листића. У ствари, у току образовања семених заметака настаје преграда (tin или replum) која накнадно дели унутрашњост плодника на два окца, па зато плод пуца по четири уздужне бразде и одвајају се два капка. На дршци ће се задржати преграда са семенима.
За разлику од љушчице, љуска има три и више пута већу дужину од ширине.

## Примери
Љуску имају купус, стрижуша и сужница.